# KWrite
KWrite je preprost prosti odprtokodni urejevalnik besedil za namizje KDE.

## Značilnosti
- urejanje ene datoteke naenkrat (enodatotečni vmesnik (SDI))
- izvoz datotek v HTML, PDF, PostScript
- blokovna izbira
- zgibanje kode (code folding)
- zaznamki
- poudarjanje skladnje (npr. za jezike: C/C++, java™, Python, Perl, Bash, Modula 2, HTML in Ada)
- izbira kodiranja
- izbira načina zaključka vrstice (Unix, MS Windows, Macintosh)
- zaključevanje besed

## Tehnologija KParts
V KDE 2.x KWrite ni uporabljal tehnologije KParts, s katero se lahko povezuje več aplikacij. Nato so KWrite napisali na novo in to tehnologijo vključili. Tako lahko na primer uporabniki v KWrite vključijo urejevalnik Vim. Druge možnosti so še urejevalnik besedil na osnovi Qt in KDE advanced text editor (KATE). Zadnja je privzeta možnost s katero je omogočena raba urejevalnika Kate.
KWrite je del paketa kdebase. V zadnjem času so ga združili s Kate, tako da je njegova izvorna koda v mapi kate/.